# 八比十四調變
八比十四调制 (Eight-to-Fourteen Modulation, EFM) 是一種用於 CD 和前 Hi-MD MiniDisc 的編碼技巧。EFM 以及 EFMPlus 都是由 Kees A. Schouhamer Immink 所發明的。

## 技術分類
EFM 屬於 DC-free 的遊長受限碼 (Run Length Limited)，因為它保證了：
- the spectrum (power density function) of the encoded sequence vanishes at the low-frequency end
- 同一種位元連續出現的最大和最小次數，都在規定的範圍內

在光學记錄系統中，伺服系統 (servo system) 在三種維度上準確地沿循軌道的位置：半徑、焦點和旋轉速度。日常操作的損害，諸如灰塵、指紋、刮傷，不只會影響接收的資料，也會破壞伺服功能 (在一些情況中，必須跳過軌道或甚而卡住)。在凹洞 (pit) 和平面 (land) 連續序列的集合中，有一些特定序列特別容易受到碟片瑕疵的影響，假如可以避免這些序列的發生，就可以增強光碟的可靠性。而 EFM 的用途就在於它能很有效率地解決這個工程問題。

## 作用方式
在 EFM 規則下，要儲存的資料首先被分割成 8 位元的區塊 (位元組)，然後利用查找表將各個 8 位元區塊轉譯成相應的 14 位元代號。
14 位元代碼選擇的原則，是讓二進位的 1 之間，總是相隔最小兩個、最多十個的 0。這是因為位元是以不歸零 (NRZ) 或 modulo-2 integration 編碼的，所以坑洞到平面、或平面到坑洞的改變代表二進位 1，而沒有改變代表二進位 0。一個 0011 的序列會被改成 1101 或者倒轉的 0010，依照前一個寫入的凹洞而有所不同。如果兩個 1 之間有兩個 0，那麼寫入的序列會有三個連續的 0 (或 1)。例如，010010 會轉譯成 100011 (或 011100)。000100010010000100 會被轉譯成 111000011100000111 (或它的逆轉)。
因為 EFM 保證了每兩個 1 之間一定至少有兩個 0，這代表每個凹洞和平面之間的長度至少會有三個單位時脈的位元長。這個性質十分有用，因它降低了對回放機制中光學唱頭的要求。最多至連續十個 0 的要求，代表的是最糟情況下的時脈回復機制。

EFM 要求相鄰的 14 位元代碼組之間，必須有三個位元用作結合碼，以確保串連起來的代碼亦不會破壞規定的最大最小遊長。這三個位元的結合碼亦用於形塑編碼後序列的頻譜。因此，在最終的結果中，保存 8 位元的資料必須使用 17 位元的空間。

## 變種
EFMPlus 是用於 DVD 和 SACD 上的通道碼。
EFMPlus 的編碼器是有四種狀態的決定性有限狀態機，將 8 位元的資料轉譯成 16 位元代碼。如同經典 EFM 一樣，確保連續的 1 之間將有二至十個的 0。不同的是它並無結合碼。
EFMPlus 有效率地降低容量的要求，每一區塊減少 1 通道位元 (channel bit)，因此容量增加了 1/16 = 6.25%。EFMPlus 代碼的解碼使用一個 sliding-block 解碼器，兩個一組，也就是說需要兩個連續的代碼區塊才能解出一獨特的序列。

## 外部連結
- Eight-to-Fourteen Modulation Conversion Table （页面存档备份，存于）
- ECMA-130 CD-ROM standard, including full EFM description （页面存档备份，存于）
- ECMA-267 DVD-ROM standard, including full EFMPlus description（页面存档备份，存于）